# Odpadnięcie (wspinaczka)
Odpadnięcie – zdarzenie polegające na utracie kontaktu wspinacza z formacją po której się wspina. Lot w dół może się skończyć hamowaniem przez układ asekuracyjny bądź upadkiem na ziemię.
Historycznie, odpadnięcie niosło ze sobą wielkie niebezpieczeństwo dla wspinającego, co wynikało ze stosowania lin produkowanych z włókien roślinnych jak len, sizal czy konopie. Liny takie często rwały się podczas silnego szarpnięcia towarzyszącego zwykle hamowaniu lotu, co w konsekwencji prowadziło często do upadku i śmierci wspinacza. Istotnym elementem będącym źródłem urazów było także niestosowanie uprzęży alpinistycznej. Liną wiązano się pod pachami i w razie szarpnięcia łatwo było o obrażenia od otarć do połamania żeber włącznie.
Współcześnie jakość i wytrzymałość oraz dostępność dobrych lin alpinistycznych jest na tyle duża, że odpadnięcie pozbawione jest czynnika związanego z wytrzymałością liny i w wypadku stosowania pewnej i właściwej asekuracji nie jest już obarczone tak wielkim ryzykiem. W wysokich górach, przy dłuższych lotach, nadal jednak istnieje niebezpieczeństwo uszkodzeń ciała na skutek kontaktu ze skałą, czemu żaden system asekuracji nie jest w stanie całkowicie zapobiec. Odpadnięcie jest współcześnie skalkulowanym i normalnym elementem wspinaczki, a czasem w skrajnym przypadku nawet rodzajem atrakcji podczas wspinaczki. Istotne znaczenie ma tutaj także powszechne używanie uprzęży alpinistycznych rozmaitej budowy, które w razie odpadnięcia rozkładają udar na duże powierzchnie ciała (poprzez swoją konstrukcję z szerokich taśm i pasów) oraz pozwalają w razie swobodnego zwisu na długi czas odpoczynku po odpadnięciu, co jest niemożliwe w wypadku wiązania się bezpośrednio do liny, pod pachami. Ten ostatni sposób pozwala jedynie na kilkunastominutowy zwis swobodny, gdyż na skutek zahamowania dopływu krwi do ramion człowiek pozostający w takim zwisie po ok. 10 minutach nie jest już w stanie używać rąk w żaden konsystentny sposób. Po ok. 20 minutach (w zależności od budowy i wytrzymałości wspinacza) zwykle następuje utrata przytomności i uduszenie.
Dla zagadnienia bezpieczeństwa podczas odpadnięcia kluczowe znaczenie ma współczynnik odpadnięcia.